# Östliche Sandrennnatter
Die Östliche Sandrennnatter (Psammophis orientalis) ist eine Schlangenart aus der Gattung der Sandrennnattern innerhalb der Familie Psammophiidae. Im englischen Sprachraum wird sie als Eastern Stripe-bellied Sand Snake („Östliche Streifenbauch-Sandschlange“) bezeichnet.

## Merkmale
Die Männchen der Östlichen Sandrennnatter werden bis zu 1,185 m groß und die Weibchen 1,080 m. Die Körperfarbe ist dorsal dunkelbraun. Entlang der Wirbelsäule sind die Schuppen an ihrer Basis heller. Die Beschuppung weist 148 bis 170 Ventralia (Bauchschuppen) auf, 95 bis 117 Subcaudalia und typischerweise 8 (selten 7 oder 9) Supralabialia (Oberlippenschilde) sowie 10 (selten 9 oder 11) Infralabialia (Unterlippenschilder). Sie hat ein oder selten zwei Präocularia, die nicht oder nur kurz in Kontakt mit dem Stirnschild stehen, sowie zwei Postocularia. Ein dunkler Streifen geht über das Rostralschild, die anterioren Nasenschilde und die obere Hälfte der ersten vier Oberlippenschilde. Die Lippenschilde sind weiß und mit schwarzen Punkten gesprenkelt. Die untere Hälfte der äußeren Schuppenreihe und Enden der Ventralia sind weiß, getrennt durch ein Paar gut definierter schwarzer Ventrallinien von einem gelben mittleren Ventralband.

## Lebensweise
Die Art ist vorwiegend tagaktiv und wie alle Sandrennnattern ovipar (eierlegend). Sie kommt in Küstendickichten und Savannen vor und wird auch oft in der Nähe von Wohnungen und Gärten gesehen.

## Verbreitung
Das Verbreitungsgebiet der Art erstreckt sich über Tansania, Malawi, Mosambik (einschließlich des Bazaruto-Archipels) und den Osten Kenias und Simbabwes. Möglicherweise kommt sie nach Norden auch im Südsudan und Äthiopien vor. Sie wurde bis in Höhen von 1300 Metern gefunden. Die IUCN stuft die Art aufgrund ihres großen Verbreitungsgebiets als nicht gefährdet (least concern) ein. An der Küste Ostafrikas ist sie die wohl am häufigsten anzutreffende Schlangenart.

## Systematik
Die Östliche Sandrennnatter wurde 1977 von dem in britischen Herpetologen Donald G. Broadley als Unterart Psammophis subtaeniatus orientalis erstbeschrieben und 2002 von ihm in den Artstatus erhoben. Die Typuslokalität ist Morogoro in Tansania. Im Südosten Simbabwes kommt die Art teilweise sympatrisch mit der Gelbbauch-Sandrennnatter (P. subtaeniatus) vor.